# Чиновничья подлива

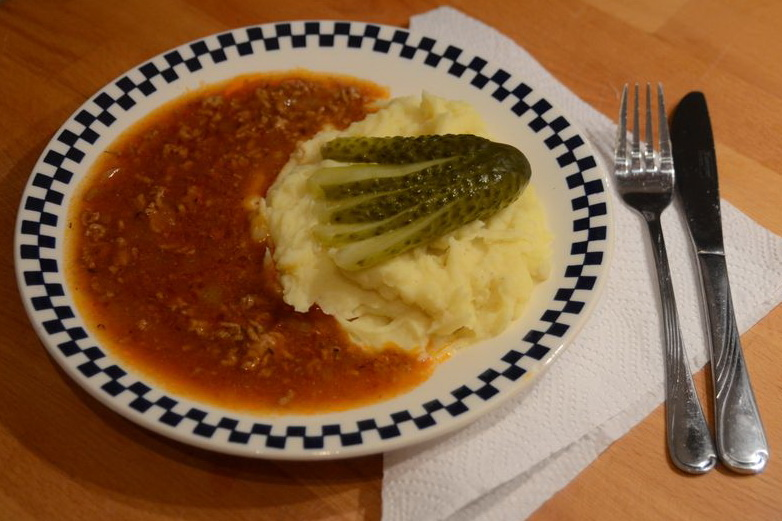
Тёмная «чиновничья подлива» с картофельным пюре и маринованным огурцом

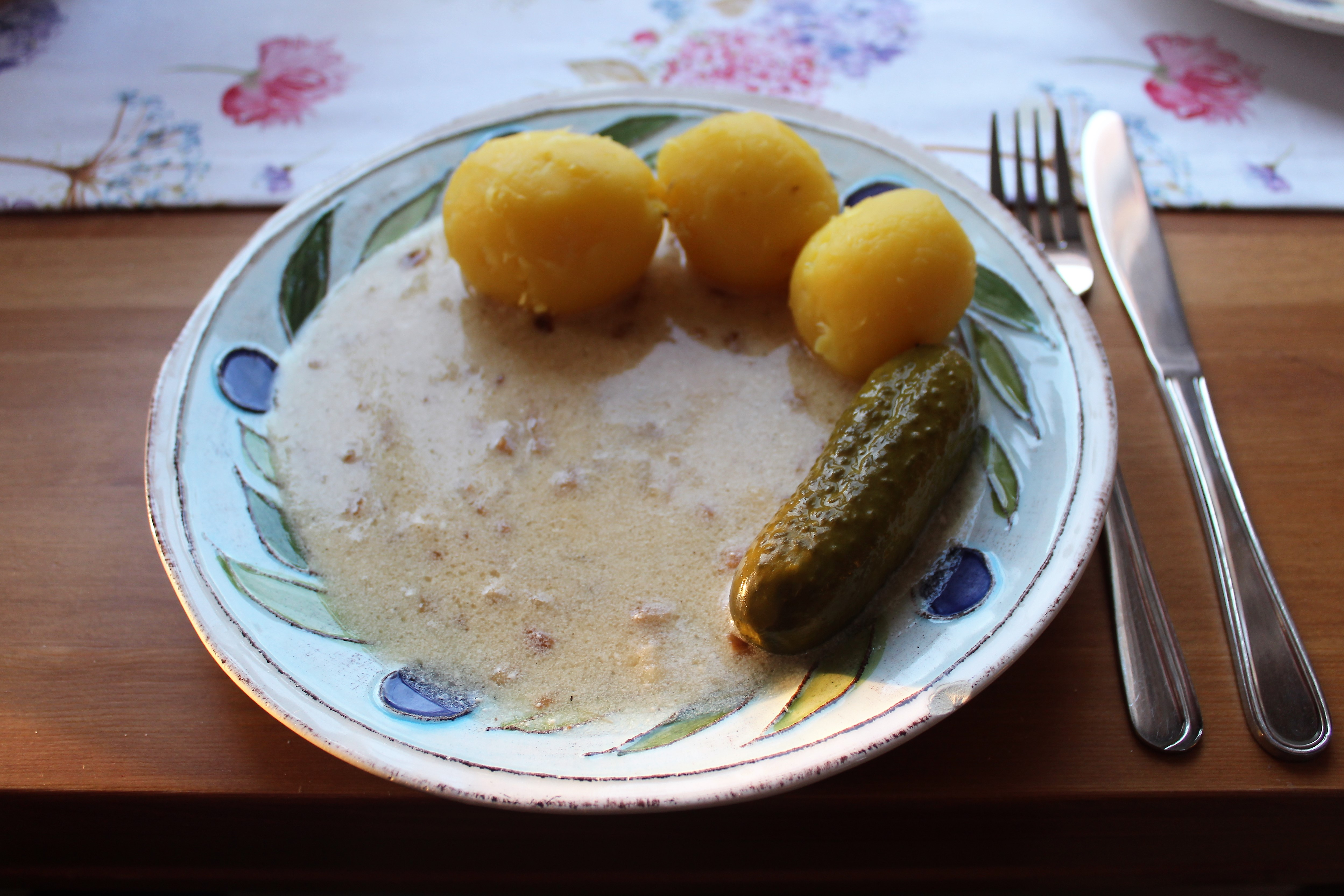
Светлая «чиновничья подлива» с отварным картофелем и маринованным огурцом

Чиновничья подлива (нем. Beamtenstippe) — в немецкой кухне соус, обычно подаваемый к картофелю. Считается специалитетом берлинской кухни. Изначально «чиновничья подлива», в которую часто добавляли остатки от других приёмов пищи, была типичной едой у бедняков, ведь чиновники нижнего звена в Германии были относительно бедны. Рецепт чиновничьей подливы также встречается под названием «учительская подлива» или «портновская подлива». Новый всплеск популярности дешёвого блюда произошёл после Второй мировой войны.
Соус «чиновничья подлива» бывает тёмным и светлым. Тёмный соус готовят с фаршем, который тушат в соусе из-под жаркого и в районе Магдебурга также называют «рубленой подливой». Светлый соус готовят на основе густого ру на пшеничной муке с порезанными кубиками шпиком или ветчиной и также называют «шпиковой» или «сапожницкой подливой».
Блюда с чиновничьей подливой в настоящее время обнаруживаются в меню ресторанов в берлинском регионе и Северной Германии, например, камбала по-финкенвердерски в Гамбурге.